# Sicincin Mudik
Sicincin Mudik is een bestuurslaag in het regentschap Payakumbuh van de provincie West-Sumatra, Indonesië. Sicincin Mudik telt 1065 inwoners (volkstelling 2010).